# ۷۸xx

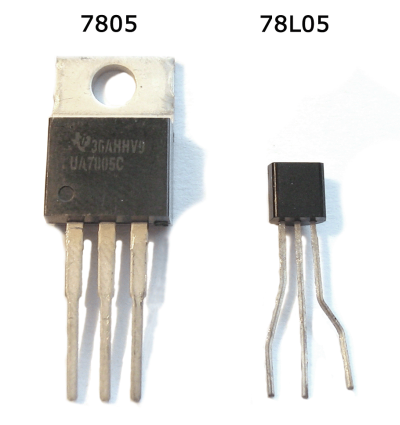
۷۸۰۵ در بسته‌های TO-220 و TO-92

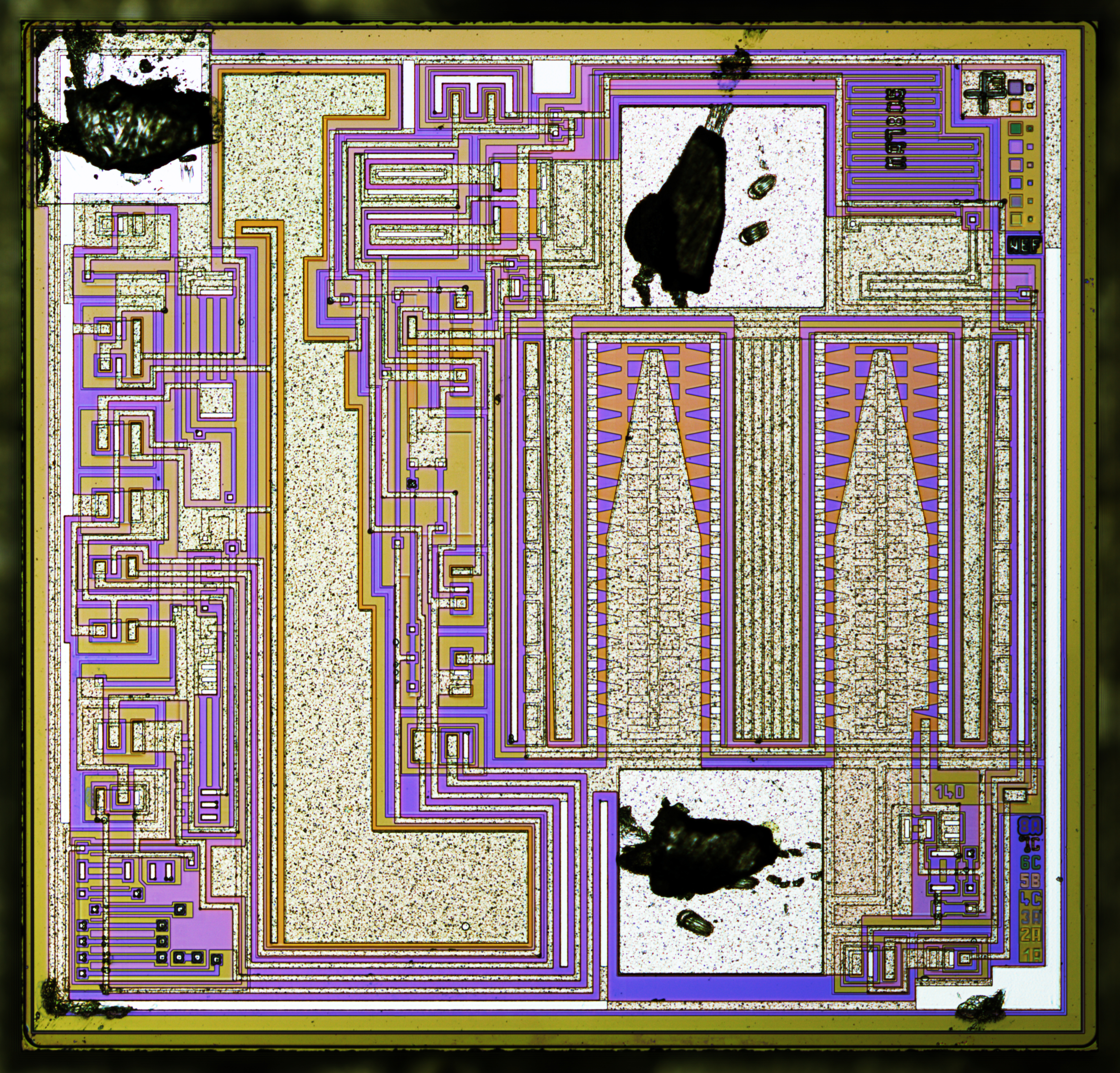
دایهای داخلی یک تسلا MA7805

78xx (گاهی L78xx , LM78xx , MC78xx ...) خانواده‌ای از مدارهای مجتمع تثبیت‌کننده ولتاژ خطی مستقل است. خانواده 78xx به دلیل سهولت استفاده و هزینه پایین معمولاً در مدارهای الکترونیکی مورد نیاز منبع تغذیه تنظیم شده مورد استفاده قرار می‌گیرد.

## نامگذاری و بسته‌بندی
برای آی‌سی‌های خانواده xx ,78xx با دو رقم جایگزین می‌شود که ولتاژ خروجی را نشان می‌دهد (به عنوان مثال، ۷۸۰۵ دارای خروجی ۵ ولت است، در حالی که ۷۸۱۲ مقدار ۱۲ ولت را تولید می‌کند) خط 78xx رگولاتور ولتاژ مثبت هستند: آن‌ها ولتاژی را تولید می‌کنند که نسبت به زمین مشترک مثبت است. یک خط مربوط به قطعات 79xx وجود دارد که رگولاتور ولتاژ منفی مکمل هستند. از آی‌سی‌های 78xx و 79xx می‌توان به صورت ترکیبی ولتاژهای تغذیه مثبت و منفی را در همان مدار تأمین کرد.

آی‌سی‌های 78xx دارای سه‌پایه هستند و معمولاً در مشخصات ظاهری TO-220 یافت می‌شوند، اگرچه در بسته‌های نصب-سطحی، TO-92 و TO-3 نیز موجود هستند. این قطعات ولتاژ ورودی را تقریباً حدود ۲٫۵ ولت بیش از ولتاژ خروجی مورد نظر تا حداکثر ۳۵ تا ۴۰ ولت بسته به مدل پشتیبانی می‌کنند، و به‌طور معمول جریان ۱ یا ۱٫۵ آمپر را فراهم می‌کنند (هر چند بسته‌بندی کوچک‌تر یا بزرگ‌تر ممکن است نرخ جریان پایین‌تر یا بالاتر داشته باشند). 

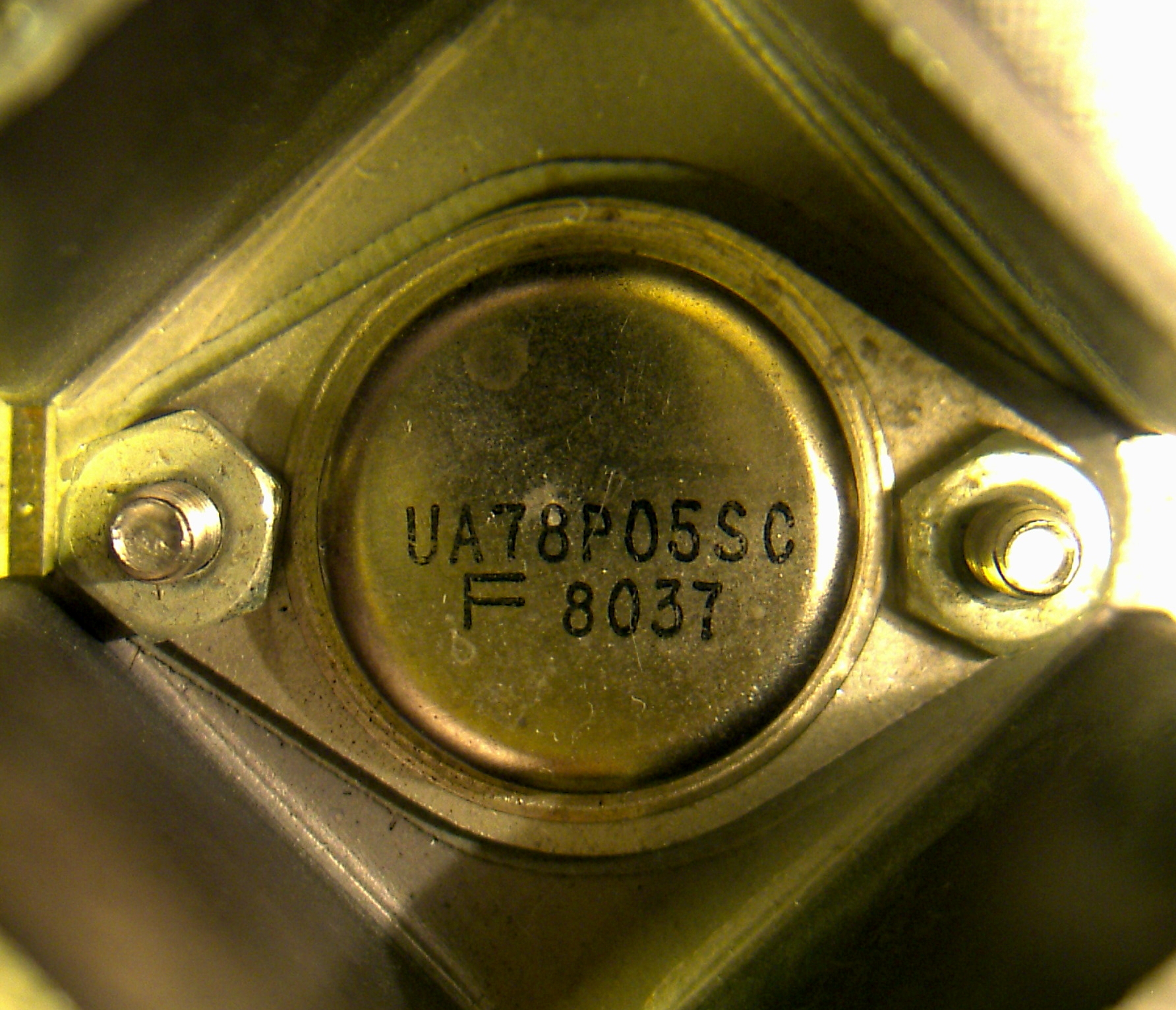
uA78P05 در بسته TO-3 نصب شده بر روی گرماگیر
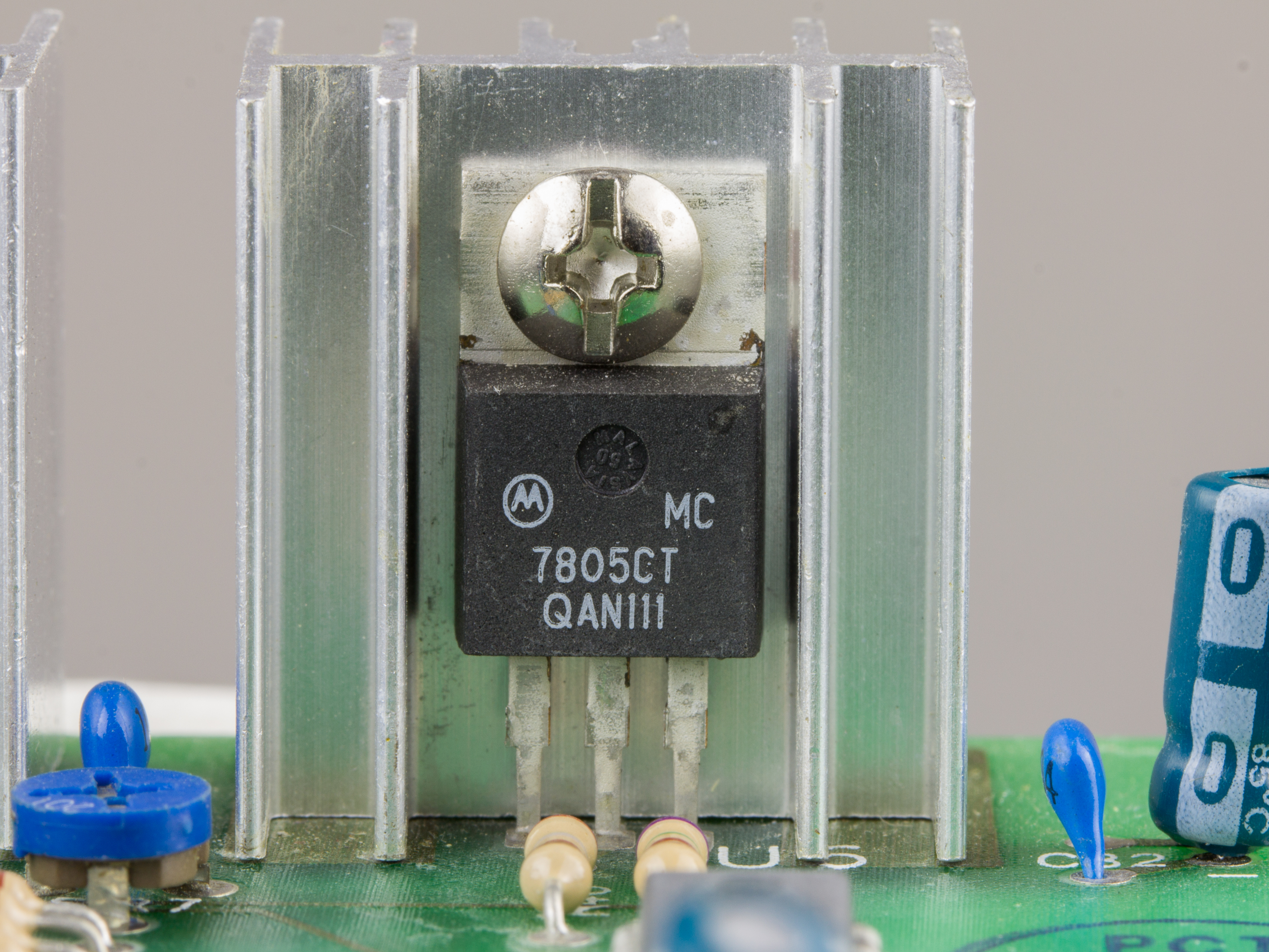
MC7805CT در بسته TO-220 نصب شده بر روی گرماگیر
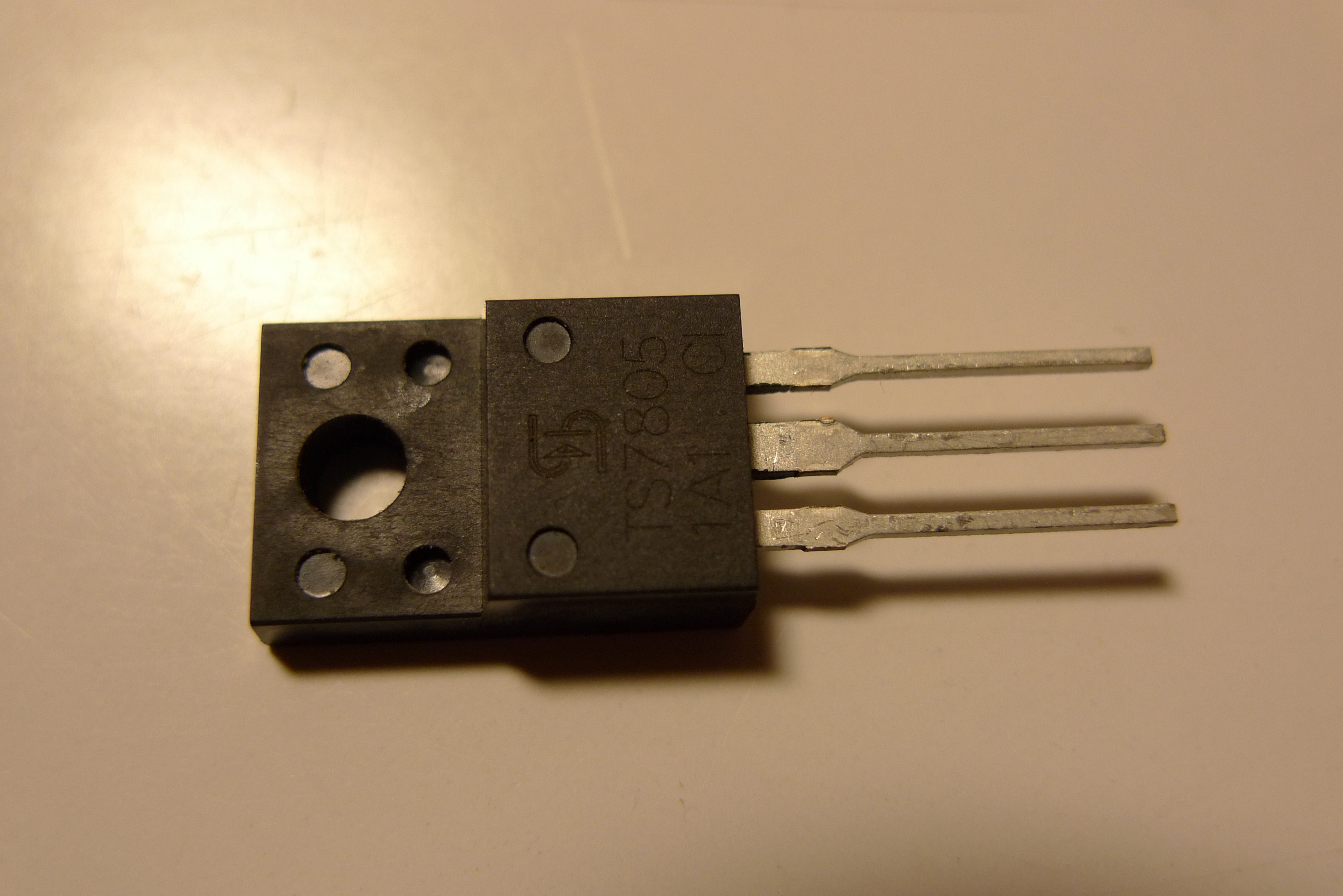
TS7805 در یک بسته سوراخ‌دار TO-220 با عایق‌کاری‌شده الکتریکی
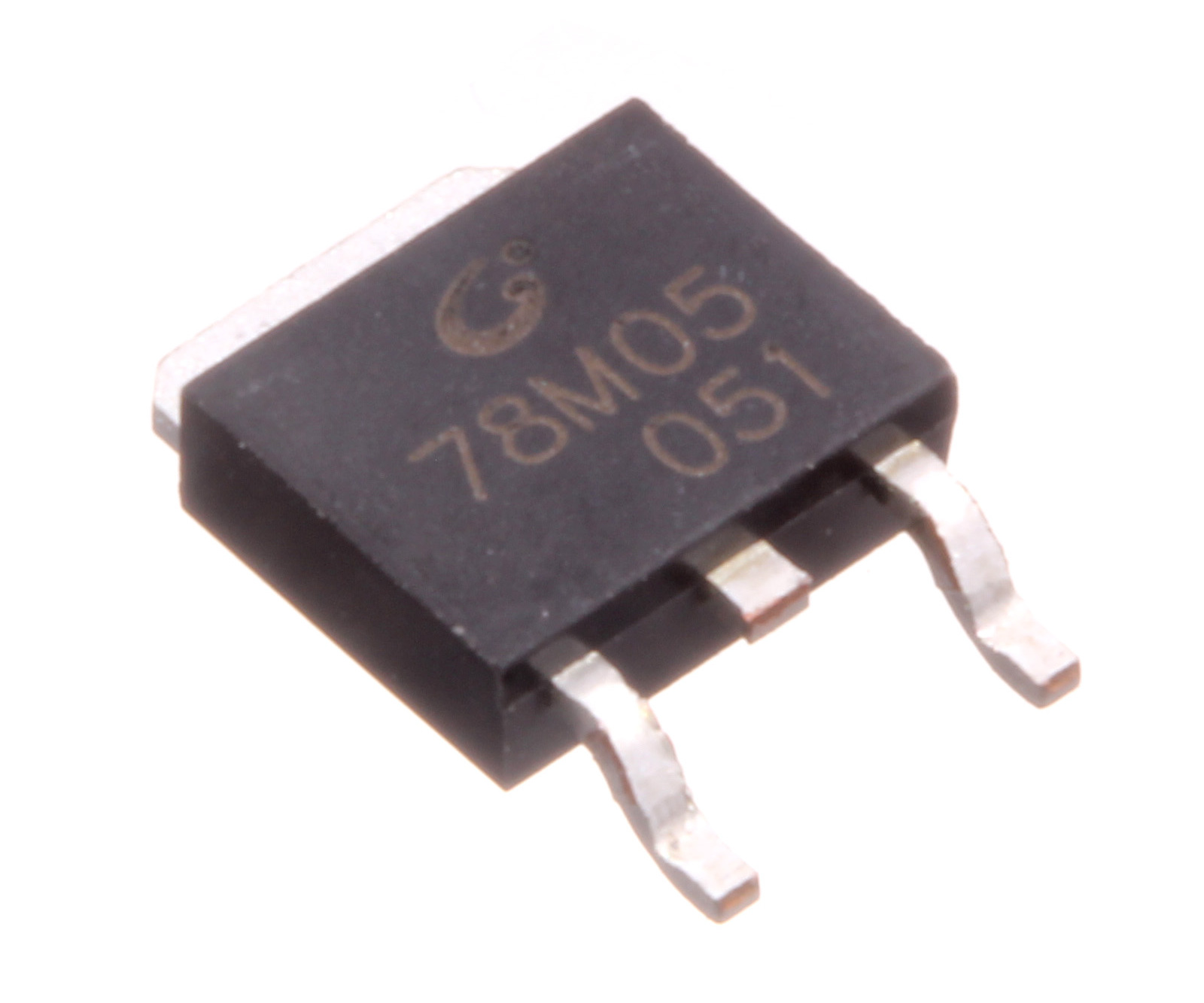
78M05 در یک بسته نصب سطحی TO-252 (دی‌پک)
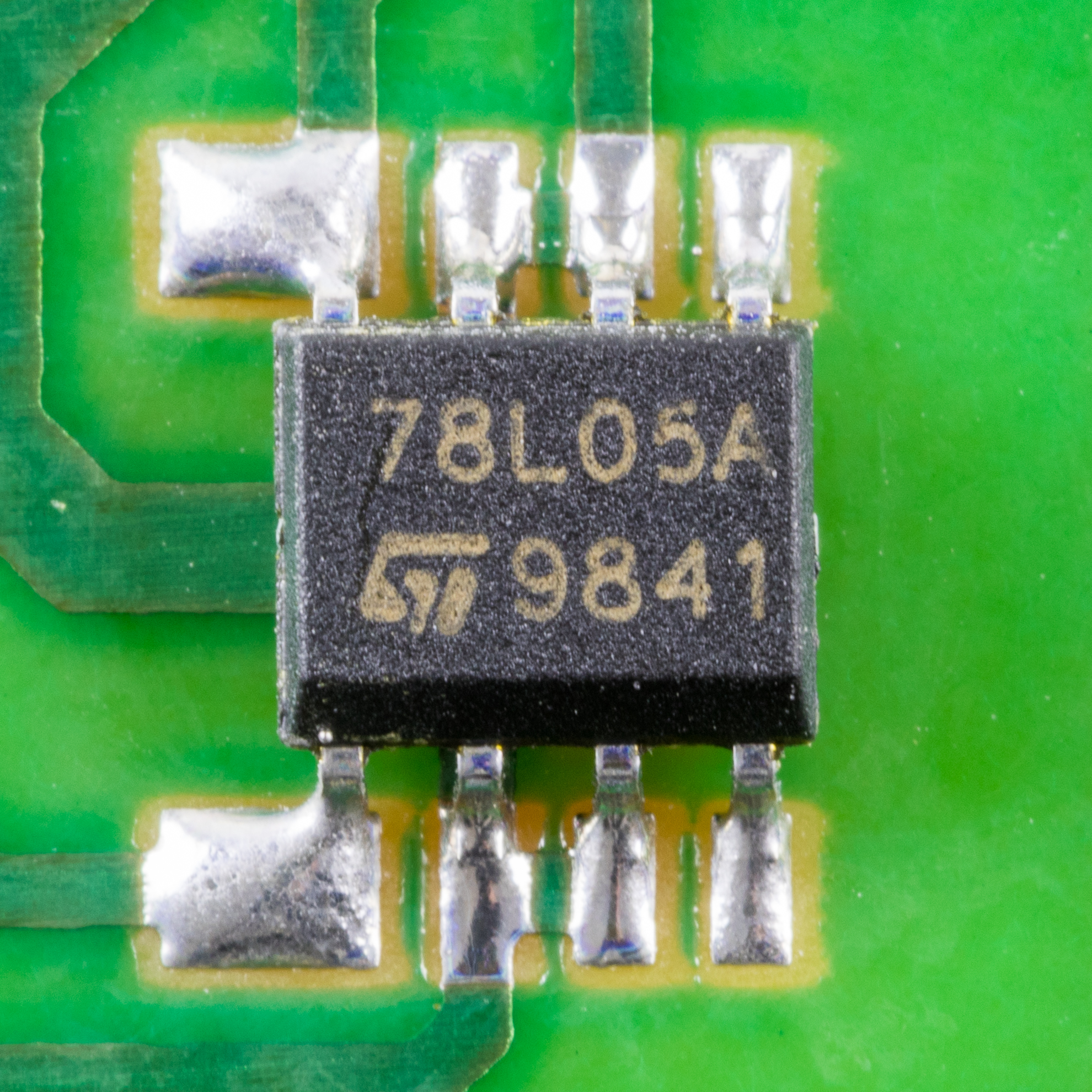
78L05A در یک بسته نصب سطحی SO-8

## اعضای خانواده

مدار کاربرد معمول برای یک منبع تغذیه ساده، که ترانسفورماتور، یکسوساز پل، تثبیت‌کننده 78xx و خازن‌های فیلتر را نشان می‌دهد

### 78xx
پیکربندی متداولی برای آی‌سی‌های 78xx وجود دارد، از جمله نسخه‌های ۷۸۰۵ (۵ ولت)، ۷۸۰۶ (۶ ولت)، ۷۸۰۸ (۸ ولت)، ۷۸۰۹ (۹ ولت)، ۷۸۱۰ (۱۰ ولت)، ۷۸۱۲ (۱۲ ولت)، ۷۸۱۵ (۱۵ ولت)، ۷۸۱۸ (۱۸ ولت) و ۷۸۲۴ (۲۴ ولت). ۷۸۰۵ رایج‌ترین است، زیرا منبع تغذیه ۵ ولتی تثبیت‌شده منبع تغذیه مناسبی برای اکثر قطعات تی‌تی‌ال را فراهم می‌کند.
نسخه‌های کم مصرف مانند سری LM78Mxx (جریان ۵۰۰ میلی‌آمپر) و سری LM78Lxx (جریان ۱۰۰ میلی‌آمپر) از نشنال سمی‌کنداکتر کمتر متداول هستند. بعضی از قطعات ولتاژ کمی متفاوتی از حد معمول دارند، مانند LM78L62 (ولتاژ ۶٫۲ ولت) و LM78L82 (ولتاژ ۸٫۲ ولت) و همچنین اس‌تی‌مایکروالکترونیکس L78L33ACZ (ولتاژ ۳٫۳ ولت).
۷۸۰۵ در برخی از طراحی‌های منبع تغذیه ATX برای خروجی ۵+ ولت (مثبت ۵ ولت آماده به کار) استفاده شده‌است.

### 79xx
قطعات 79xx دارای یک «شماره قطعه» مشابه با «ولتاژ خروجی» هستند، اما خروجی آن‌ها ولتاژ منفی است، به عنوان مثال ۷۹۰۵ مقدار ۵- ولت است و ۷۹۱۲ مقدار ۱۲- ولت است.
۷۹۰۵ یا ۷۹۱۲ در بسیاری از طراحی‌های منبع تغذیه ATX قدیمی‌تر محبوب بودند، و برخی از منابع جدید ATX جدیدتر ممکن است دارای ۷۹۱۲ باشند.

## مزایا
- در حالی که خازن‌های خارجی معمولاً مورد نیاز هستند، آی‌سی‌های سری 78xx برای تنظیم ولتاژ خروجی به قطعات اضافی نیاز ندارند.[۷] طرحی‌های 78xx در مقایسه با طرحی‌های منبع تغذیه حالت کلیدزنی ساده هستند.[۸]
- آی‌سی‌های سری 78xx دارای محافظت داخلی در برابر جریان بیش از حد مدار هستند. آن‌ها در برابر فوق‌گرمایش و اتصال کوتاه محافظت دارند، و در اکثر کاربردها آن‌ها را توانمند می‌کند.[۹]

## معایب
- ولتاژ ورودی همیشه باید مقداری از ولتاژ خروجی بالاتر باشد (معمولاً ۲٫۵ولت) این می‌تواند این قطعات را برای تأمین انرژی برخی از قطعات از انواع خاصی از منابع تغذیه نامناسب کند (به عنوان مثال، تغذیه مداری که به ۵ ولت مورد نیاز دارد با استفاده از باتری‌های ۶ ولت با استفاده از ۷۸۰۵ کار نمی‌کند).[۱۰] برای ولتاژهای ورودی نزدیک‌تر به ولتاژ خروجی، می‌توان به جای آن از یک رگولاتور با افت ولتاژ کم (ال‌دی‌او) مشابه آن استفاده کرد.
- از آنجا که آن‌ها بر اساس یک طراحی رگولاتور خطی هستند، جریان ورودی مورد نیاز همیشه همان جریان خروجی است. از آنجا که ولتاژ ورودی باید همیشه بالاتر از ولتاژ خروجی باشد، این بدان معنی است که کل توان (ولتاژ ضرب در جریان) که به 78xx می‌رود بیشتر از توان خروجی ارائه شده خواهد بود. این اختلاف به صورت گرما از بین می‌رود. این بدان معنی است که هم برای برخی از کاربردها باید یک گرماگیر مناسب تهیه شود، و هم اینکه بخشی از (اغلب قابل توجه) توان ورودی در طول فرایند هدر می‌رود، و کارایی آن‌ها را نسبت به سایر انواع منبع تغذیه کم می‌کند. هنگامی که ولتاژ ورودی به‌طور قابل توجهی بالاتر از ولتاژ خروجی تنظیم شده‌است (به عنوان مثال، تغذیه ۷۸۰۵ با استفاده از منبع تغذیه ۲۴ ولتی)، این ناکارآمدی می‌تواند مسئله مهمی باشد.[۱۱] مبدل‌های باک ممکن است به رگولاتورهای 78xx ترجیح داده شوند زیرا از کارایی بالاتری برخوردار هستند و نیازی به گرماگیر ندارند، گرچه ممکن است گران‌تر باشند.
- هنگام استفاده از آن‌ها در حالت «LM317»، با تقسیم ولتاژ R1/R۲، توجه داشته باشید که جریان بایاس/تنظیم کشیده شده چندین مرتبه بالاتر است (۵ میلی‌آمپر در مقابل ۵۰ میکروآمپر)، بنابراین این جریان اضافی محاسبه تقسیم ولتاژ ساده R1 / R2 را برای مقادیر بالاتر R کمتر دقیق می‌سازد.

### برگه اطلاعات
- Voltage Regulator Databook (Historical 1980), National Semiconductor
- LM78xx / LM340 (positive), Texas Instruments (TI acquired National Semiconductor)
- L78xx (positive), STMicroelectronics
- LM79xx (negative), Texas Instruments
- L79xx (negative), STMicroelectronics